# Прошлой ночью
«Прошлой ночью» (англ. The Night Before) — американская молодёжная комедия 1988 года.

## Сюжет
Комедийный фильм о необычном приключении обычного старшеклассника Уинстона. Уинстон — простой парень, неудачник, безответно влюбленный в первую красавицу школы и дочь шерифа, Тару.
История начинается с того, что главный герой просыпается посреди дороги в незнакомом квартале и не может понять, где он и как здесь оказался. И вот, когда он начинает вспоминать, что же произошло накануне вечером — ему становится не по себе. Ведь накануне он ехал на выпускной вместе с Тарой — казалось бы, его мечта сбылась (пусть даже и потому, что Тара просто проспорила подруге и была вынуждена пойти на бал с ним, а не с кем-либо ещё). Но по дороге он умудрился заблудиться, заехать в противоположный конец города, да ещё и девушку потерять…
Что произошло прошлой ночью — герою Ривза и зрителям предстоит узнать по ходу действия.

## В ролях
- Киану Ривз — Уинстон
- Лори Локлин — Тара
- Тринидад Сильва — Тито
- Тереза Салдана — Ронда
- Рэн Т. Браун — Харольд
- Люсиль Блисс — Gal Baby

## Съёмки
Картины снималась в различных окрестностях Лос-Анджелеса в Калифорнии.